# Bistum Oran
Das in Algerien gelegene Bistum Oran (lateinisch Dioecesis Oranensis, französisch Diocèse d’Oran) wurde am 25. Juli 1866 begründet und hat seinen Sitz in Oran El Maqqari. Es gehört der Kirchenprovinz Algier an.

## Geschichte
Das 77.353 km² große Bistum zählte 1950 355.000 Gläubige, 1980 noch 10.000 und 1990 noch 7.000. 2002 waren es lediglich noch 400 Katholiken, bei einer Bevölkerung von 7.500.000 Menschen in dieser Region. Mit sieben Diözesanpriestern (1950 waren es noch 103), 12 Ordenspriestern und 51 Ordensschwestern (1950 waren es noch 390), in 7 Pfarreien (1950 waren es noch 102), ist die Anzahl der Ordensmitglieder seit Jahrzehnten deutlich zurückgegangen. Der Weggang der französischen Besatzung führte in der Diözese zu einer tiefgreifenden Umstrukturierung, so wie in den anderen Diözesen in Algerien auch.
Am 1. August 1996 wurde der damalige Bischof von Oran, Pierre Claverie, am Eingang seiner Bischofskirche ermordet. Der Anschlag hatte weltweit Betroffenheit, Trauer und Empörung ausgelöst. Claverie galt als einer der großen Pioniere des christlich-islamischen Dialogs. Der Bischof hatte zuvor mit dem damaligen französischen Außenminister Hervé de Charette im Trappistenkloster Tibhirine an einer Gedenkveranstaltung für die sieben Mönche teilgenommen, die im Mai 1996 unter bis heute ungeklärten Umständen zuerst verschleppt und dann brutal enthauptet worden waren. Die Römisch-katholische Kirche in Algerien leitete für die sieben Mönche von Tibhirine und für zwölf weitere Ordensleute, die im algerischen Bürgerkrieg ermordet wurden, einen Seligsprechungsprozess ein, der im Dezember 2018 mit der Seligsprechung durch den Präfekten der Kongregation für die Selig- und Heiligsprechungsprozesse, Giovanni Angelo Kardinal Becciu, abgeschlossen wurde.
Bis heute ist das Kloster Tibhirine verwaist. Ein Freundeskreis kümmert sich um Haus und Gelände. Zwar beschloss das Generalkapitel der Trappisten 1996, eine Kommunität in Algerien aufrechtzuerhalten. Auf eine Umfrage hin meldeten sich elf Freiwillige, von denen sechs nach Tibhirine geschickt werden sollten. Im Heiligen Jahr 2000 feierten Trappisten aus den Konventen in Fès und Algier die Kar- und Ostertage in Tibhirne. Während dieser Zeit häuften sich in der Provinz Medea gewalttätige Übergriffe. Eine Fortsetzung des klösterlichen Lebens vor Ort schien seitdem zu riskant.

## Pfarreien
Pfarreien bestehen in Oran, Muaskar, Mostaganem, Sidi Bel Abbés, Tiaret und Tlemcen, Kapellen außerdem in Hennaya und Ghazaouet.

## Bischöfe
- Jean-Baptiste-Irénée Callot (1867–1875)
- Louis-Joseph-Marie-Ange Vigne (1876–1880)
- Pierre-Marie-Etienne-Gustave Ardin (1880–1884)
- Noël Gaussail (1884–1886)
- Géraud-Marie Soubrier (1886–1898)
- Édouard-Adolphe Cantel (1898–1910)
- Pierre-Firmin Capmartin (1911–1914)
- Christophe-Louis Légasse (1915–1920)
- Léon Durand (1920–1945)
- Bertrand Lacaste (1945–1972)
- Henri Teissier (1972–1980)
- Pierre Claverie OP (1981–1996)
- Alphonse Georger (1998–2012)
- Jean-Paul Vesco OP (2012–2021, dann Erzbischof von Algier)
- Davide Carraro PIME (seit 2023)